# Bavaria (1861)
Bavaria ist ein Verzeichnis, das von Johann Georg Neder zusammengestellt und 1861 veröffentlicht wurde.

## Werkbeschreibung
Der vollständige Titel lautet „Bavaria. Ein umfassendes Orts- und Gemeinden-Verzeichniß des Königreichs nebst Angabe ihrer Einwohnerzahl, der betreffenden Land- oder Bezirksgerichte, Regierungsbezirke, Bisthümer und Consistorien; Bezeichnung der katholischen und protestantischen Pfarreien, Curatien, Exposituren und Vicariate, sowie Zusammenstellung höherer und niederer Gerichts- und Verwaltungsämter, z. B. der Kreisregierungen, Appellationsgerichte, Schwurgerichte, Bezirksgerichte und deren Sprengel, Handelsgerichte I. und II. Instanz, Handelskammern, Polizei-Direktionen, Strafanstalten, Stadtkommissariate, der Städte I., II. und III. Klasse, der Landgerichtsbezirke mit Angabe ihrer Familien und Einwohnerzahl, Oberaufschlags- und Kreisstempel-, Verwaltungs- und Verlegs-Aemter, Rentämter, Berg- und Hütten-, Haupt-Salz- und Salzämter, der Forstämter und der dazu gehörigen Aerarial- und Communal-Reviere, Trift-Amt- und Holzgarten-Inspektionen, Baubehörden, Brandversicherungs-Inspektionen, der Hauptzoll- und Zoll-Aemter und der denselben untergeordneten Ansageposten, Legitimations-Schein-Expeditionen und Uebergangspostirungen; Benennung der Militärstellen, Verzeichniß der sämmtlichen Truppen-Abtheilungen mit Bezeichnung ihrer Garnisonen, Detachirungen und Uniformirung, Zusammenstellung der Lehr- und Bildungs-Anstalten, und ein alphabetarisch geordnetes Verzeichniß sämmtlicher kgl. Postexpeditionen.“
Das Verzeichnis besteht aus einem systematischen (S. 1–13) und einem alphabetischen Teil (S. 14–50) und einer Berichtigung (S. 51).
Im systematischen Teil finden sich allgemeine Angaben zu Bayern (S. 1), zur kirchlichen Gliederung (S. 1–2), zu den acht Regierungsbezirken (S. 2–9), zu den Zollämtern (S. 9), zur Bayerischen Armee (S. 10–11), zu den Lehr- und Bildungsanstalten (S. 12) und zu den Postämtern (S. 12–13).
Die allgemeinen Angaben sind sehr knapp, die kirchliche Gliederung beschränkt sich im Wesentlichen auf die katholische Kirche. Hier werden die einzelnen Bistümer aufgelistet mit Angaben zur Zahl der Katholiken, der Dekanate, Pfarreien, Priestern etc. Bei der protestantischen Kirche werden lediglich die vier Consistorial-Bezirke erwähnt. Andere Denominationen (Reformierte, Baptisten etc.) oder Religionen (Judentum) fehlen gänzlich. Die Regierungsbezirke werden in der Reihenfolge Oberbayern, Niederbayern, Pfalz, Oberpfalz und Regensburg, Oberfranken, Mittelfranken, Unterfranken, Schwaben und Neuburg abgehandelt. Hierbei werden jeweils die im vollständigen Titel genannten Ämter angegeben, ggf. mit Zuständigkeitsbereich. An Orten werden hier nur Städte aufgelistet.
Im alphabetischen Teil werden sämtliche Gemeinden und „Ortschaften [..., die] vermöge ihrer Einwohnerzahl einigermassen wichtig sind“ aufgelistet. Weiler und Einöden werden überhaupt nicht berücksichtigt, Dörfer finden sich gemäß der unscharfen Definition nur willkürlich. Zu jeder aufgelisteten Gemeinde gibt es Angaben zur Konfession, dem zuständigen Landgericht und Regierungsbezirk und der Einwohnerzahl.
Bei der Konfession wird für die Gemeinde angegeben, zu welchem katholischen Bistum sie zugehörig ist (Bistum Augsburg [A.], Bistum Bamberg [B.], Bistum Eichstätt [E.], Erzbistum München und Freising [MF.], Bistum Passau [P.], Bistum Regensburg [R.], Bistum Speyer [S.], Bistum Würzburg [W.]) bzw. zu welchem protestantischen Kirchenkreis (Oberconsistorium München [OC.], Consistorium Ansbach [A.], Consistorium Bayreuth [B.], Consistorium Speyer [S.]). Bei Kirchorten wird unterschieden zwischen katholischer Pfarrei [†], katholischer Kuratie [*], katholischer Pfarrei-Expositur [**], protestantischer Pfarrei [§], protestantisches Pfarr-Vikariat [§*]. Die Regierungsbezirke erscheinen wie die vorgenannten Angaben in abgekürzter Form: Oberbayern [{\displaystyle {\mathfrak {OB}}}.], Niederbayern [{\displaystyle {\mathfrak {NB}}}.], Pfalz [{\displaystyle {\mathfrak {P}}}.], Oberpfalz und Regensburg [{\displaystyle {\mathfrak {OR}}}.], Oberfranken [{\displaystyle {\mathfrak {OF}}}.], Mittelfranken [{\displaystyle {\mathfrak {MF}}}.], Unterfranken [{\displaystyle {\mathfrak {UF}}}.], Schwaben und Neuburg [{\displaystyle {\mathfrak {OB}}}.].

## Kritik
Der Bearbeiter gibt nicht an, zu welchem Zeitpunkt die Daten erhoben worden sind. Was die Einwohnerzahl betrifft, so ergibt eine Überprüfung, dass sie von dem Geographisch-statistisch-historischen Handbuch des Königreiches Bayern (1852/1853) übernommen wurden. Dennoch gibt das keinen Aufschluss über den Stichtag der Erhebungen, da der Verfasser jenes Handbuches seinerseits keine Quellen angibt.

## Ausgabe
- Johann Georg Neder: Bavaria. Ein umfassendes Orts- und Gemeinden-Verzeichniß des Königreichs. Eigenverlag, Würzburg 1861 (eingeschränkte Vorschau in der Google-Buchsuche).